# Atletism la Jocurile Olimpice de vară din 1960 - Săritura în înălțime (feminin)

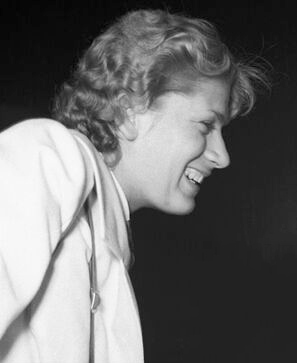
Iolanda Balaș a câștigat medalia de aur.

Proba feminină de săritură în înălțime de la Jocurile Olimpice de vară din 1960 a avut loc în perioada 7-8 septembrie 1960 pe Stadionul Olimpic din Roma.

## Recorduri
Înaintea acestei competiții, recordurile mondiale și olimpice erau următoarele:
| Record  | Atletă                 | Rezultat | Loc                  | Data             |
| ------- | ---------------------- | -------- | -------------------- | ---------------- |
| Mondial | Iolanda Balaș (ROU)    | 1,86 m   | București, România   | 10 iulie 1960    |
| Olimpic | Mildred McDaniel (USA) | 1,76 m   | Melbourne, Australia | 1 decembrie 1956 |

## Rezultate

### Calificări
S-a calificat în finală orice atletă care a sărit înălțimea de 1,65 m respectiv cele mai bune 12 atlete.
| Loc | Atletă                 | Țară                         | 1,50 m            | 1,55 m            | 1,60 m            | 1,65              | Înălțime          |
| --- | ---------------------- | ---------------------------- | ----------------- | ----------------- | ----------------- | ----------------- | ----------------- |
| 1   | Iolanda Balaș          | România                      | –                 | –                 | o                 | o                 | 1,65              |
| 2   | Valentina Ballod       | Uniunea Sovietică            | –                 | o                 | o                 | o                 | 1,65              |
| 2   | Marlene Schmitz-Portz  | Echipa Unificată a Germaniei | –                 | o                 | o                 | o                 | 1,65              |
| 4   | Jarosława Jóźwiakowska | Polonia                      | o                 | o                 | o                 | o                 | 1,65              |
| 4   | Ingrid Becker          | Echipa Unificată a Germaniei | o                 | o                 | o                 | o                 | 1,65              |
| 4   | Dorothy Shirley        | Marea Britanie               | o                 | o                 | o                 | o                 | 1,65              |
| 7   | Olga Gere              | Iugoslavia                   | o                 | o                 | o                 | xo                | 1,65              |
| 7   | Inga-Britt Lorentzon   | Suedia                       | o                 | o                 | o                 | xo                | 1,65              |
| 7   | Neomia Rogers          | Statele Unite ale Americii   | o                 | o                 | o                 | xo                | 1,65              |
| 10  | Florence Pétry         | Franța                       | o                 | xo                | o                 | xo                | 1,65              |
| 10  | Taisia Cencik          | Uniunea Sovietică            | o                 | o                 | xo                | xo                | 1,65              |
| 12  | Frances Slaap          | Marea Britanie               | o                 | xxo               | o                 | xo                | 1,65              |
| 13  | Helen Frith            | Australia                    | o                 | –                 | o                 | xxo               | 1,65              |
| 14  | Galina Dolia           | Uniunea Sovietică            | o                 | o                 | o                 | xxo               | 1,65              |
| 14  | Nel Zwier              | Olanda                       | o                 | o                 | o                 | xxo               | 1,65              |
| 16  | Diny Hobers            | Olanda                       | o                 | o                 | o                 | xxx               | 1,60              |
| 16  | Karin Lenzke           | Echipa Unificată a Germaniei | o                 | o                 | o                 | xxx               | 1,60              |
| 18  | Mette Oxvang           | Danemarca                    | o                 | o                 | xo                | xxx               | 1,60              |
| 19  | Marinella Bortoluzzi   | Italia                       | o                 | o                 | xxx               |                   | 1,55              |
| 20  | Brenda Archer          | Guineea                      | o                 | xo                | xxx               |                   | 1,55              |
| 21  | Barbara Brown          | Statele Unite ale Americii   | o                 | xxx               |                   |                   | 1,50              |
| 21  | Jean Gaertner          | Statele Unite ale Americii   | o                 | xxx               |                   |                   | 1,50              |
| 23  | Canel Konvur           | Turcia                       | xxo               | xxx               |                   |                   | 1,50              |
| —   | Wu Jin-Yun             | Taipeiul Chinez              | Nu a luat startul | Nu a luat startul | Nu a luat startul | Nu a luat startul | Nu a luat startul |

### Finala
| Loc | Atletă                 | Țară                         | 1,55 m | 1,60 m | 1,65 m | 1,68 m | 1,71 m | 1,73 m | 1,75 m | 1,77 m | 1,81 m | 1,85 m | 1,87 m | Înălțime |
| --- | ---------------------- | ---------------------------- | ------ | ------ | ------ | ------ | ------ | ------ | ------ | ------ | ------ | ------ | ------ | -------- |
| 1   | Iolanda Balaș          | România                      | –      | o      | –      | o      | o      | o      | o      | o      | xo     | xxo    | xx–    | 1,85 RO  |
| 2   | Jarosława Jóźwiakowska | Polonia                      | –      | o      | o      | o      | o      | xxx    |        |        |        |        |        | 1,71     |
| 2   | Dorothy Shirley        | Marea Britanie               | –      | o      | o      | o      | o      | xxx    |        |        |        |        |        | 1,71     |
| 4   | Galina Dolia           | Uniunea Sovietică            | o      | o      | xo     | o      | xxo    | xxx    |        |        |        |        |        | 1,71     |
| 5   | Taisia Cencik          | Uniunea Sovietică            | o      | o      | o      | o      | xxx    |        |        |        |        |        |        | 1,68     |
| 6   | Helen Frith            | Australia                    | o      | o      | o      | xxx    |        |        |        |        |        |        |        | 1,65     |
| 6   | Inga-Britt Lorentzon   | Suedia                       | o      | o      | o      | xxx    |        |        |        |        |        |        |        | 1,65     |
| 6   | Frances Slaap          | Marea Britanie               | o      | o      | o      | xxx    |        |        |        |        |        |        |        | 1,65     |
| 9   | Ingrid Becker          | Echipa Unificată a Germaniei | o      | o      | xo     | xxx    |        |        |        |        |        |        |        | 1,65     |
| 9   | Olga Gere              | Iugoslavia                   | o      | o      | xo     | xxx    |        |        |        |        |        |        |        | 1,65     |
| 9   | Florence Pétry         | Franța                       | o      | o      | xo     | xxx    |        |        |        |        |        |        |        | 1,65     |
| 9   | Marlene Schmitz-Portz  | Echipa Unificată a Germaniei | o      | o      | xo     | xxx    |        |        |        |        |        |        |        | 1,65     |
| 9   | Nel Zwier              | Olanda                       | o      | o      | xo     | xxx    |        |        |        |        |        |        |        | 1,65     |
| 14  | Neomia Rogers          | Statele Unite ale Americii   | xo     | xxo    | xo     | xxx    |        |        |        |        |        |        |        | 1,65     |
| 15  | Valentina Ballod       | Uniunea Sovietică            | o      | xo     | xxo    | xxx    |        |        |        |        |        |        |        | 1,65     |